# Вулиця Платона Майбороди (Київ)
Ву́лиця Плато́на Ма́йбороди — вулиця в Шевченківському районі міста Києва, місцевості Лук'янівка, Татарка. Пролягає від Багговутівської вулиці до тупика.
Прилучаються вулиці Володимира Турця та Миколи Мурашка.

## Історія
Вулиця виникла на початку XX століття. Складалася з двох вулиць — Безіменної та Відрадної, згодом об'єднаних в одну — Відрадну вулицю. 3 1959 року — вулиця Мануїльського, на честь українського радянського партійного і державного діяча Д. З. Мануїльського. Сучасна назва — з 2008 року, на честь українського радянського композитора П. І. Майбороди.

## Забудова
Житлова забудова вулиці досить різноманітна, відноситься до кількох епох та стилів — блочні багатоповерхівки 70-80-х років (буд. № 5/9, 21), «сталінки» (буд. № 23), особняки початку XX століття (буд. № 25, 25-Б, 29). З архітектурної точки зору цікавим є будинок № 25, зведений як прибутковий у 1910-х роках у стилі пізнього модерну.
На території Інституту нейрохірургії знаходиться ще одна пам'ятка архітектури — Римо-католицька лікарня імені Станіслава Сирочинського. Зведена коштом польської громади Києва у 1913–1914 роках за проектом архітектора К. Іваницького у стилі неокласицизму. Наразі це один з корпусів Інституту.

## Установи
- Госпіталь ГУ МВС України в м. Києві (буд. № 19)
- Поліклініка ГУ МВС України в м. Києві (буд. № 19)
- Інститут нейрохірургії ім. А. П. Ромоданова АМН України (буд. № 32)
- Інститут педіатрії, акушерства і гінекології АМН України (буд. № 8)